# Giulio Natta
Giulio Natta (Imperia, 26 februari 1903 – Bergamo, 2 mei 1979) was een Italiaanse chemicus die in 1963 samen met Karl Ziegler de Nobelprijs voor de Scheikunde ontving voor hun onderzoek van hogere polymeren.

## Biografie
De in de Italiaanse plaats Imperia geboren Giulio Natta was de zoon van Francesco Natta, advocaat en rechter, en Elene Crespi Natta. Hij ontving zijn basis- en voorgezette onderwijs in Genua. Op zestienjarige leeftijd ging hij naar de universiteit van Genua met de bedoeling er wiskunde te gaan studeren. Omdat de studie voor hem veel te abstract was veranderde hij van studierichting. Hij studeerde in 1924 af in de scheikundige technologie aan de Polytechnische Universiteit van Milaan. In 1933 werd hij hoogleraar-directeur van het Instituut voor Algemene Chemie van de Universiteit van Pavia en in 1935 werd hij benoemd tot hoogleraar fysische chemie aan de Universiteit van Rome.
Van 1936 tot 1938 was hij hoogleraar-directeur van het Instituut voor Industriële Chemie aan de Polytechnische Universiteit van Turijn. In 1938 volgde hij de joodse Mario Giacomo Levi op aan de faculteit scheikundige technologie van de Polytechnische Universiteit van Milaan omdat deze moest terugtreden vanwege de rassenwetten die de fascistisch in Italië hadden ingevoerd.
In 1959 kreeg hij de eerste verschijnselen van de Ziekte van Parkinson. Toen hij in 1963 de Nobelprijs in ontvangst mocht nemen was hij reeds ernstig verlamd. Begin jaren zeventig stopte hij definitief met werken. Hij overleed op 2 mei 1979 als gevolg van complicaties opgelopen na een operatie aan een gebroken dijbeen.

## Werk
In 1938, onder de bescherming van de Italiaanse overheid, leidde Natta een onderzoeksteam voor het produceren van synthetisch rubber. Het team was succesvol en de productie van butadiene styreenrubber begon tijdens de Tweede Wereldoorlog.
Zijn werk aan de Milaanse universiteit leidde tot een verbetering van het eerdere werk van Ziegler en de ontwikkeling van de Ziegler-Natta-katalysator. Het begon toen Natta in 1952 in Frankfurt een lezing bezocht gegeven door Ziegler, destijds directeur van het Max Planck Instituut voor Kolenonderzoek in Mulheim. In die lezing besprak Ziegler de recente ontdekking van de "Aufbau"- of groeireactie om lange strengen ethyleenmoleculen te creëren uit petroleum. Hoewel Ziegler vaker over deze ontdekking had verteld was Natta een van de eerste wetenschappers anders dan Ziegler, die de potentiële belangrijkheid begreep voor de productie van hoge polymeren (erg lange moleculen) en de praktische mogelijkheden ervan.
Beide heren besloten verder samen te werken waarbij ze afsproken om elkaar op de hoogte te houden van hun onderzoeksresultaten. In de herfst van 1953 slaagde Ziegler en zijn onderzoeksstaf erin om met zijn katalysator lineair polyetheen te maken, een kunststof veel sterker dan alle andere tot dan toe bekende kunststoffen. Op basis van dit resultaat en met Zieglers katalysator, een metaalalkylverbinding met titaantretrachloride, besloot Natta deze in te zetten voor de fabricage van polypropyleen. Propyleen heeft een koolstofatoom meer dan etyleen en is goedkoper dan etyleen omdat het als bijproduct van raffinageproducten, verkrijgbaar was in grote hoeveelheden.
In 1954 slaagde Natta erin lineair polypropyleen te maken die over nog betere eigenschappen beschikte dan hij aanvankelijk verwacht had. Hij was erin geslaagd een kunststof te produceren waarvan alle methylgroepen zich aan dezelfde kant van de koolstofketen bevonden. Hiermee introduceerde hij een gemakkelijker scheikundig proces voor polymerisatie van polypropeen en polyisopreen met minimale druk en bij kamertemperaturen. Dit stelde fabrikanten in staat om goedkoop industriële kunststoffen te fabriceren.
Nog voordat hij Ziegler op de hoogte stelde van zijn ontdekking vroeg hij octrooi aan op het procedé. In de juridische strijd die volgde werd uiteindelijk geschikt waarbij Natta het recht kreeg om polypropeen te claimen, maar dertig procent van alle royalty's aan Ziegler moest betalen. In 1963 ontvingen Ziegler en Natta tezamen de Nobelprijs voor chemie "voor hun ontdekkingen op het gebied van de chemie en de technologie van hoogmoleculaire polymeren". In 1969 heeft Natta de Gouden Lomonosov-medaille ontvangen.
1901: Van 't Hoff ·
1902: E. Fischer ·
1903: Arrhenius ·
1904: Ramsay ·
1905: Baeyer ·
1906: Moissan ·
1907: Buchner ·
1908: Rutherford ·
1909: Ostwald ·
1910: Wallach ·
1911: Curie ·
1912: Grignard, Sabatier ·
1913: Werner ·
1914: Richards ·
1915: Willstätter ·
1918: Haber ·
1920: Nernst ·
1921: Soddy ·
1922: Aston ·
1923: Pregl ·
1925: Zsigmondy ·
1926: Svedberg ·
1927: Wieland ·
1928: Windaus ·
1929: Harden, Euler-Chelpin ·
1930: H. Fischer · 
1931: Bosch, Bergius ·
1932: Langmuir ·
1934: Urey ·
1935: F. Joliot-Curie, I. Joliot-Curie ·
1936: Debye ·
1937: Haworth, Karrer ·
1938: Kuhn ·
1939: Butenandt, Ružička ·
1943: Hevesy · 
1944: Hahn ·
1945: Virtanen ·
1946: Sumner, Northrop, Stanley ·
1947: Robinson · 
1948: Tiselius · 
1949: Giauque ·
1950: Diels, Alder ·
1951: McMillan, Seaborg ·
1952: Martin, Synge ·
1953: Staudinger ·
1954: Pauling ·
1955: Vigneaud ·
1956: Hinshelwood, Semjonov ·
1957: Todd ·
1958: Sanger ·
1959: Heyrovský ·
1960: Libby ·
1961: Calvin ·
1962: Perutz, Kendrew ·
1963: Ziegler, Natta ·
1964: Hodgkin ·
1965: Woodward ·
1966: Mulliken ·
1967: Eigen, Norrish, Porter ·
1968: Onsager ·
1969: Barton, Hassel ·
1970: Leloir ·
1971: Herzberg ·
1972: Anfinsen, Moore, Stein · 
1973: E.O. Fischer, Wilkinson · 
1974: Flory ·
1975: Cornforth, Prelog ·
1976: Lipscomb ·
1977: Prigogine · 
1978: Mitchell ·
1979: Brown, Wittig ·
1980: Berg, Gilbert, Sanger ·
1981: Fukui, Hoffmann ·
1982: Klug ·
1983: Taube ·
1984: Merrifield ·
1985: Hauptman, Karle ·
1986: Herschbach, Lee, Polanyi ·
1987: Cram, Lehn, Pedersen ·
1988: Deisenhofer, Huber, Michel ·
1989: Altman, Cech ·
1990: Corey ·
1991: Ernst ·
1992: Marcus ·
1993: Mullis, Smith ·
1994: Olah ·
1995: Crutzen, Molina, Rowland ·
1996: Curl, Kroto, Smalley ·
1997: Boyer, Walker, Skou ·
1998: Kohn, Pople ·
1999: Zewail ·
2000: Heeger, MacDiarmid, Shirakawa ·
2001: Knowles, Noyori, Sharpless ·
2002: Fenn, Tanaka, Wüthrich ·
2003: Agre, MacKinnon ·
2004: Ciechanover, Hershko, Rose ·
2005: Grubbs, Schrock, Chauvin ·
2006: Kornberg ·
2007: Ertl ·
2008: Shimomura, Chalfie, Tsien ·
2009: Steitz, Yonath, Ramakrishnan ·
2010: Heck, Negishi, Suzuki ·
2011: Shechtman ·
2012: Kobilka, Lefkowitz ·
2013: Karplus, Levitt, Warshel ·
2014: Betzig, Hell, Moerner ·
2015: Lindahl, Modrich, Sancar ·
2016: Sauvage, Stoddart, Feringa ·
2017: Dubochet, Frank, Henderson · 
2018: Arnold, Winter, Smith ·   
2019: Goodenough, Whittingham, Yoshino ·
2020: Charpentier, Doudna ·
2021: List, MacMillan ·
2022: Bertozzi, Meldal, Sharpless ·
2023: Bawendi, Brus, Jekimov ·
2024: Baker, Hassabis, Jumper